# Plaza Vosstaniya

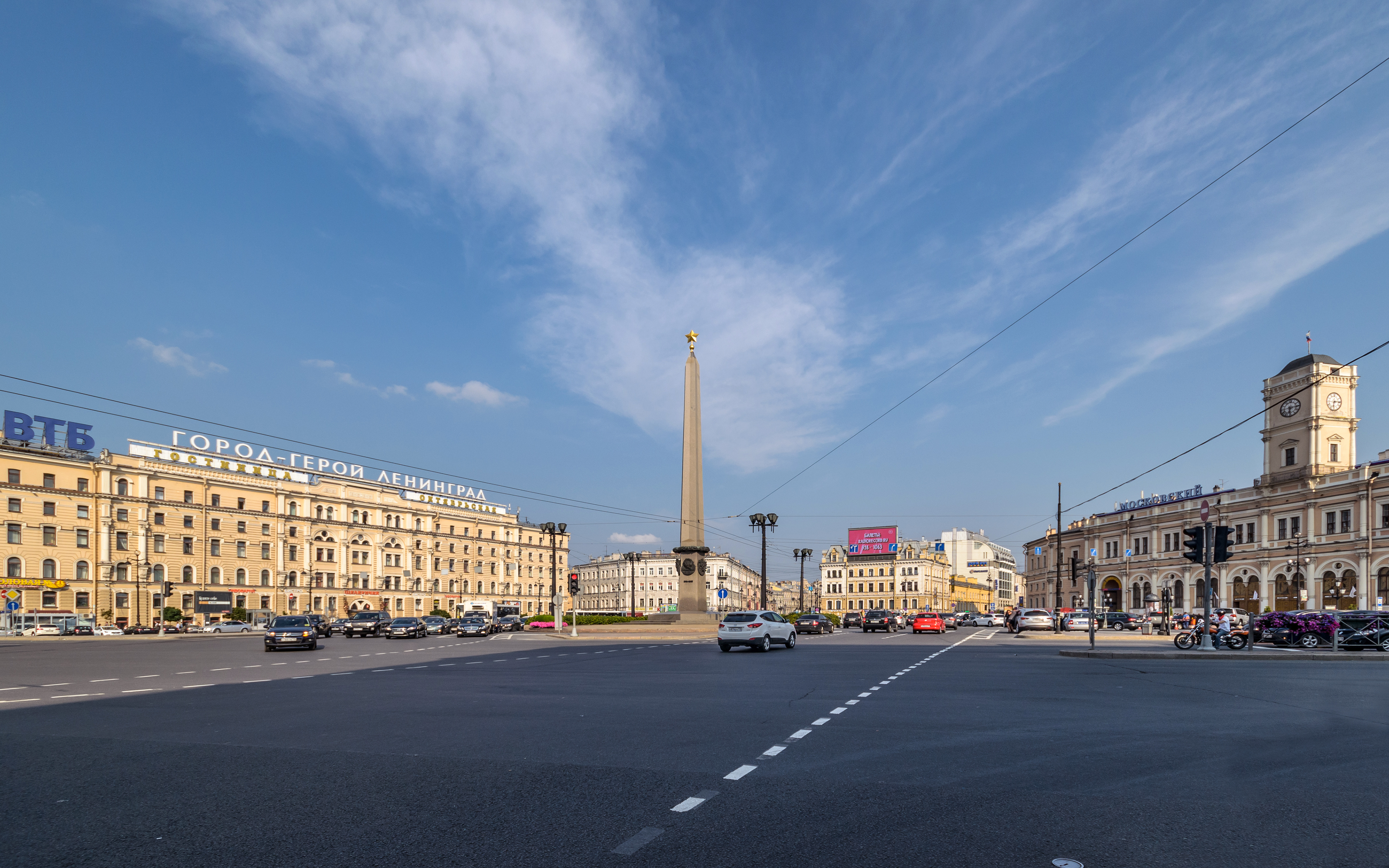
La Plaza Vosstániya en 2014

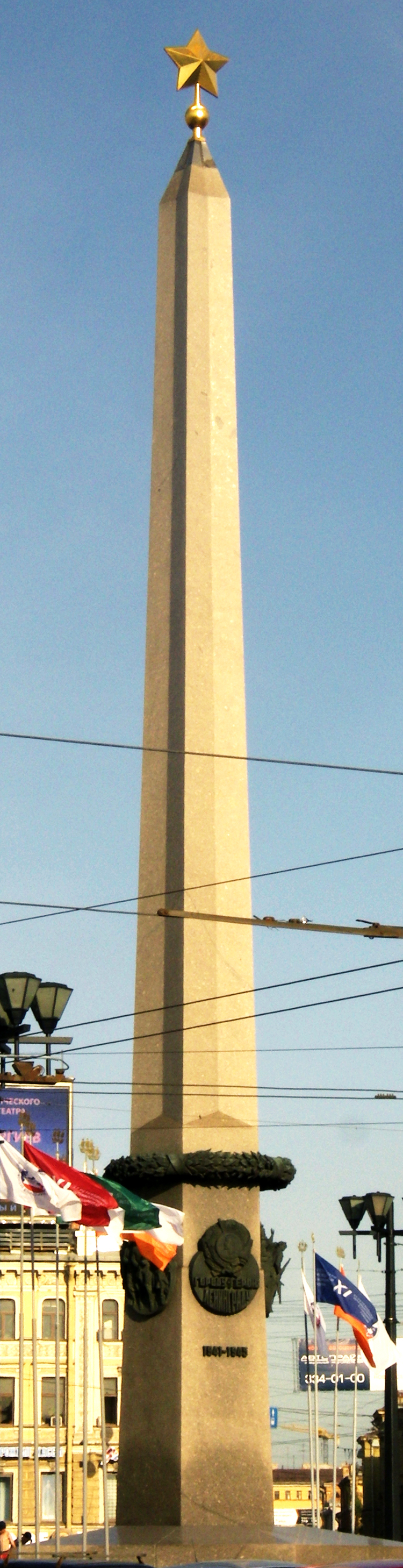
El Obelisco de Ciudad Héroe de Leningrado (1985)

La Plaza Vosstániya (en ruso: Пло́щадь Восста́ния, literalmente Plaza del Alzamiento) es una plaza situada en el Centro de San Petersburgo, Rusia. Está situada en la intersección de Nevsky Prospekt, Lígovsky Prospekt, Calle Vosstániya y Calle Gonchárnaya, frente a la estación de trenes Moskovsky, que es el punto de partida de la línea que conecta la ciudad con Moscú. Administrativamente, la plaza Vosstániya está en el Distrito de Tsentralny.

## Historia
Antes de la Revolución de Febrero, la plaza se denominaba Známenskaya, debido a la Iglesia del Signo, que se construyó allí entre 1794 y 1804 según el diseño neoclásico de Fiódor Demertsov. La plaza fue escenario de muchas manifestaciones y protestas revolucionarias. Después de que los bolcheviques se apoderaran de la ciudad, la renombraron Plaza del Alzamiento para conmemorar estos eventos. En 1940 se demolió la Iglesia del Signo para dejar espacio al vestíbulo de superficie de la estación de metro Plóshchad Vosstániya (que abrió en 1955).
Antiguamente, la rotonda en el centro de la plaza estaba dominada por la estatua ecuestre de Alejandro III de Rusia, realizada por Paolo Troubetzkoy. En 1937, las autoridades comunistas trasladaron esta famosa escultura impresionista fuera de la plaza (la colocaron en el patio del Palacio de Mármol a comienzos de los años noventa).
El Obelisco de Ciudad Héroe se erigió en el mismo lugar en 1985, para conmemorar el 40.º aniversario del Día de la Victoria, diseñado por los arquitectos Vladímir Lukyánov y Aleksandr Alýmov.
En 2010 abrió en la plaza el centro comercial Galería, que tiene una superficie de 200 000 m² y contiene los grandes almacenes Stockmann.

## Transportes
La Plaza Vosstaniya es un importante nudo del transporte de San Petersburgo. Contiene la gran Estación de Trenes Moskovsky, de donde salen trenes hacia Moscú, Novosibirsk y otras ciudades. También contiene la estación de metro Plóshchad Vosstániya y es un nodo de marshrutkas, taxis, autobuses, trolebuses y tranvías.

## Galería de imágenes

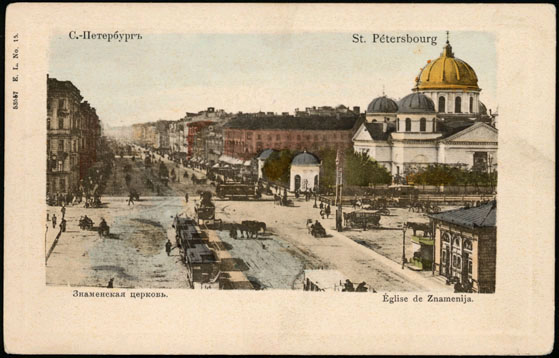
Vista de Nevsky Prospekt desde la Plaza Známenskaya en la década de 1890
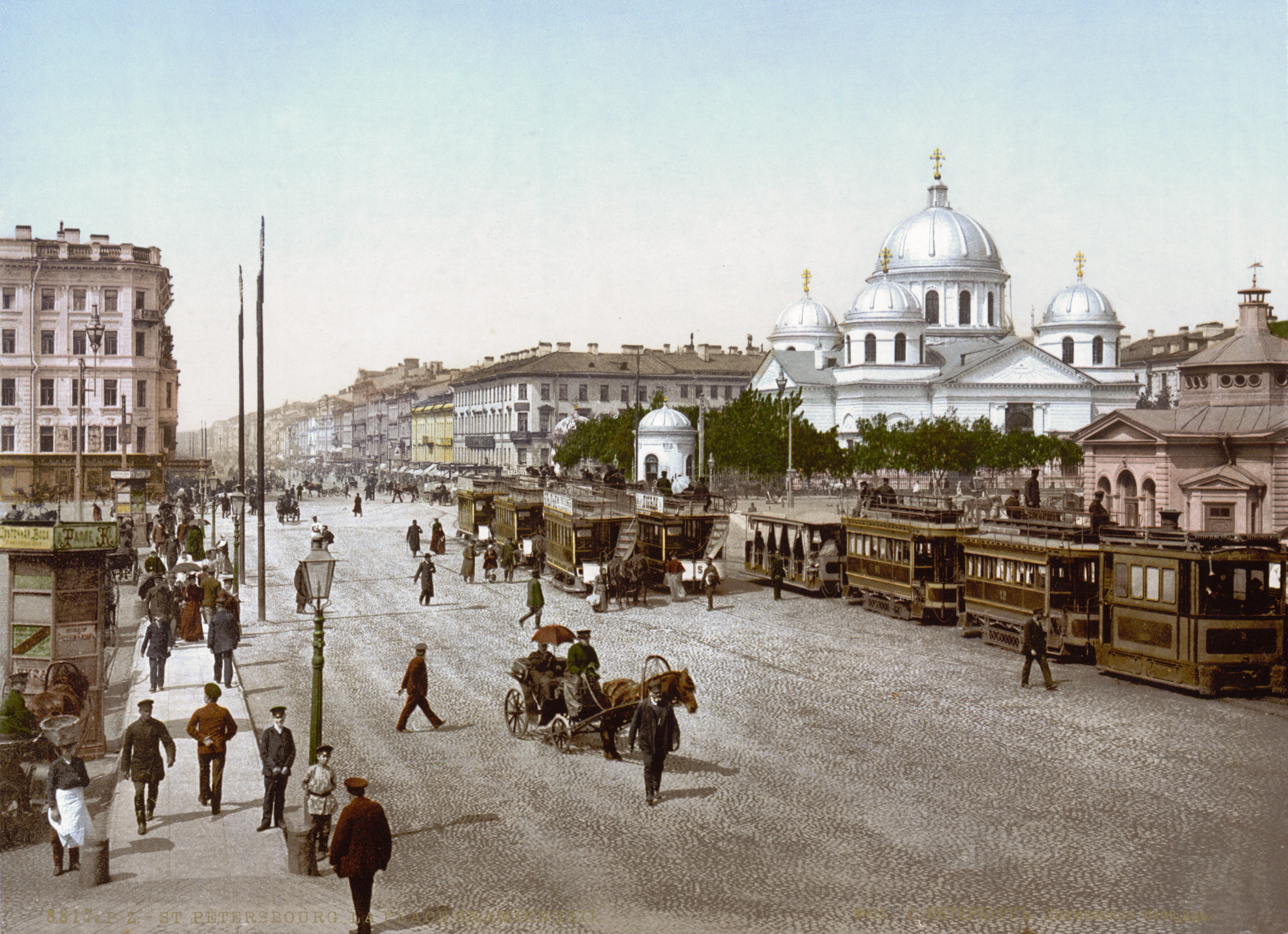
La Iglesia del Signo en la Plaza Známenskaya (construida en 1794-1804)
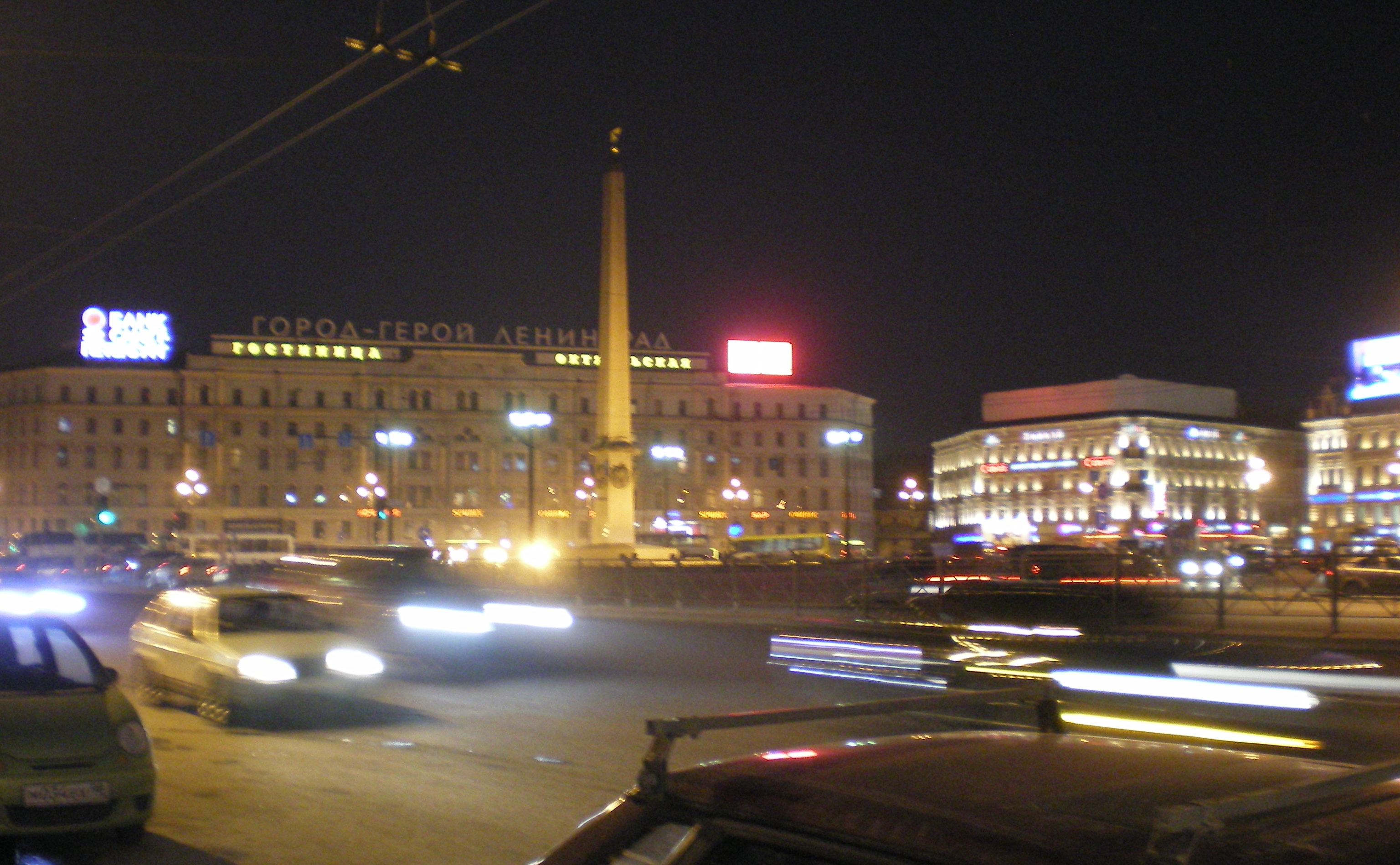
La Plaza Vosstániya y el Hotel Oktyábrskaya
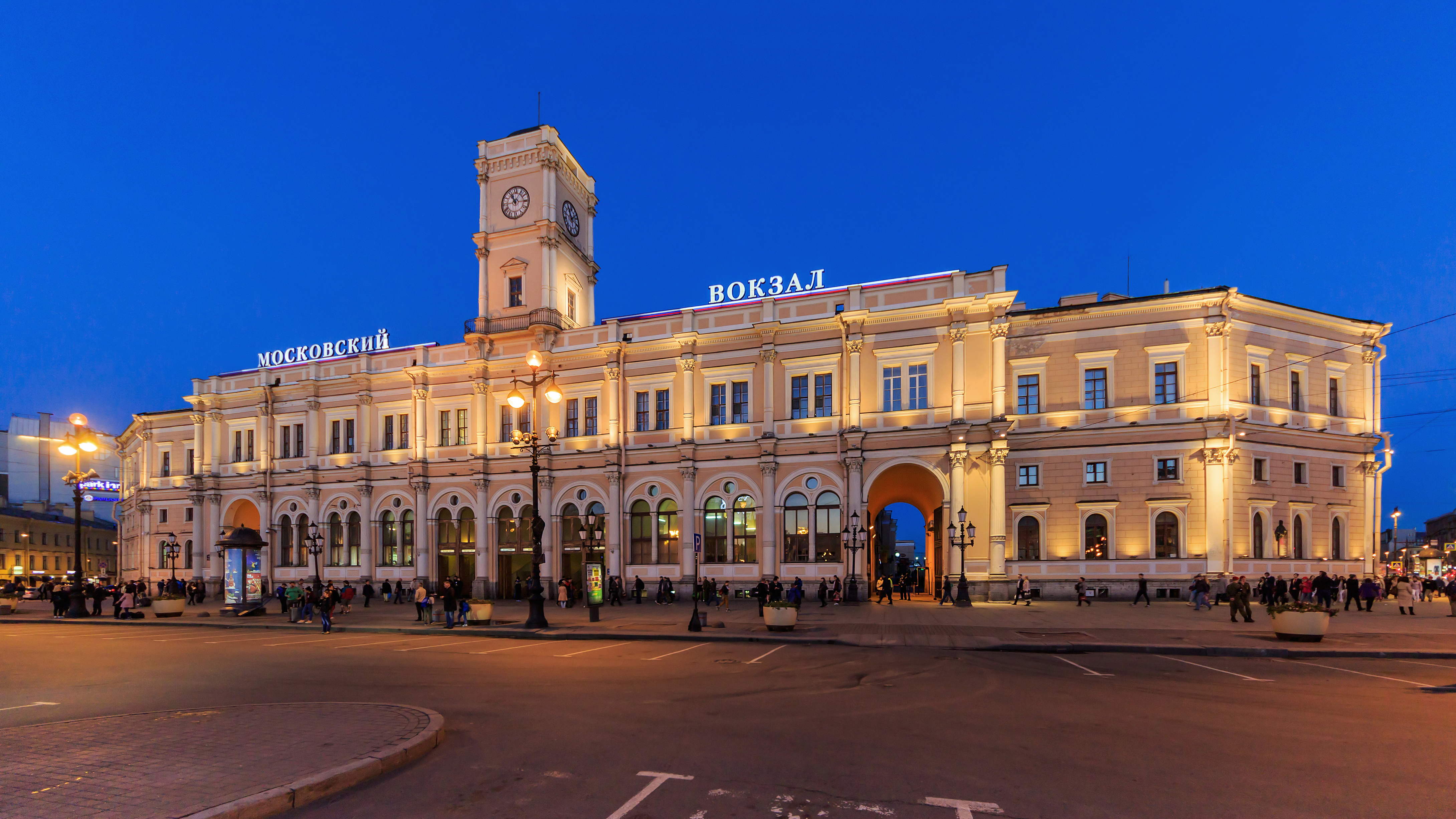
La Estación de Trenes Moskovsky
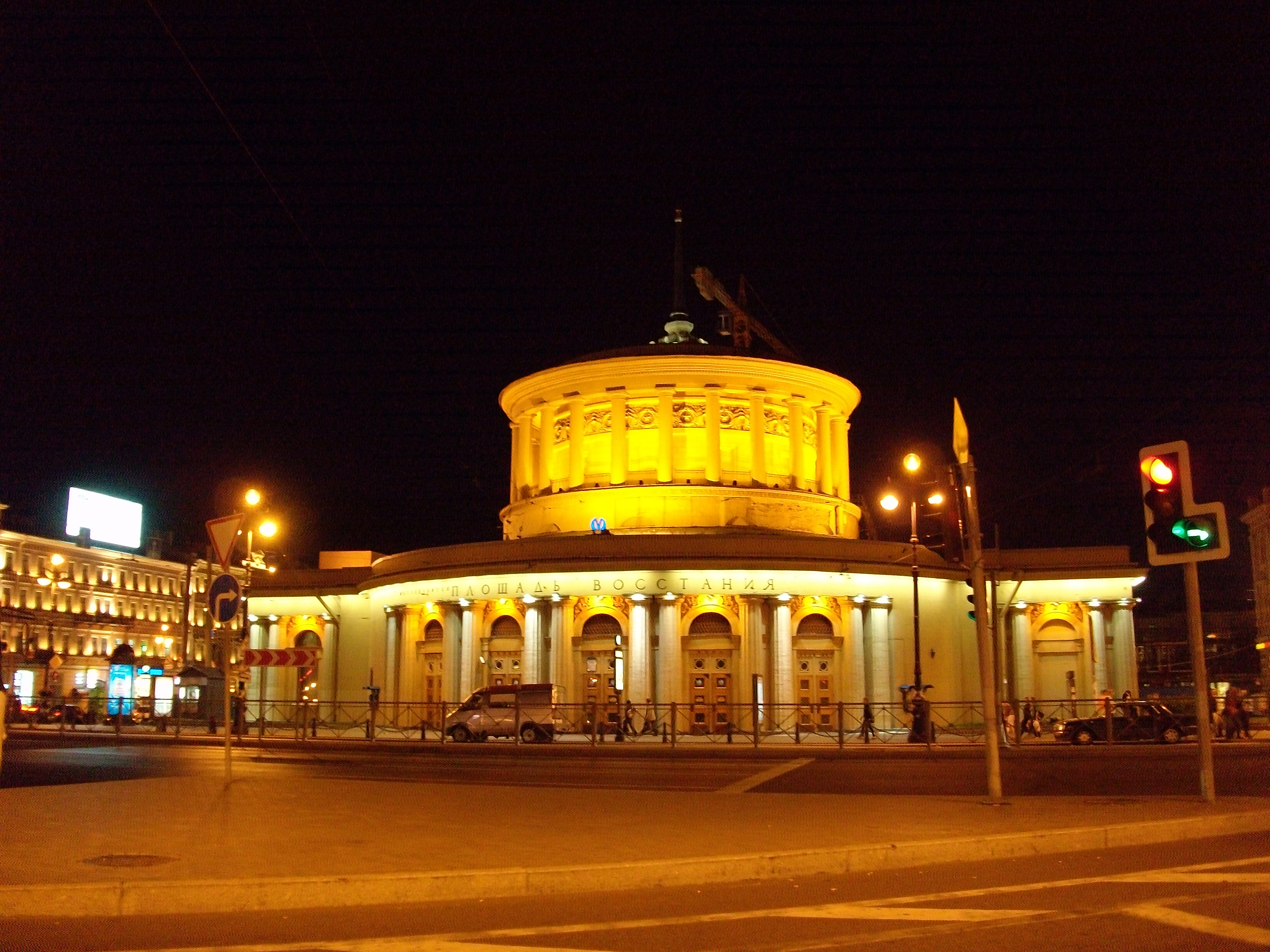
La estación de metro Plóshchad Vosstániya